# Ilmater
Ilmater è una divinità immaginaria appartenente all'ambientazione Forgotten Realms per il gioco di ruolo fantasy Dungeons & Dragons. È una divinità intermedia del pantheon faerûniano.
Il suo simbolo è rappresentato da due mani bianche legate ai polsi da un cordino rosso.
Ilmater è un dio generoso, altruista e dotato di grande spirito di sacrificio.
Si prodiga per il prossimo ed è disposto a sopportare grandi sofferenze per esso.
In particolare protegge i bambini e i giovani, e sebbene non sia facile all'ira, la sua rabbia esplode violenta di fronte alle crudeltà e alle ingiustizie.
Fa parte della Triade insieme a Torm e a Tyr, che ne è a capo.
È inoltre alleato di Lathander.
Si oppone alle divinità che provocano distruzione e sofferenza, in particolare a Loviatar, a lui diametralmente opposta.